# Trieste Kelly Dunn
Trieste Kelly Dunn es una actriz estadounidense, más conocida por haber interpretado a Siobhan Kelly en la serie Banshee.

## Biografía
Estudió teatro en la Universidad de North Carolina School of the Arts. Es amiga de la actriz estadounidense Bridget Regan.

## Carrera
Mientras estudiaba teatro en el North Carolina School of the Arts, apareció en varias películas realizadas por Zach Clark, Brett Haley, Aaron Katz y Brendan McFadden.
En 1997 prestó su voz para la versión inglesa del personaje de Miho en la película Marriage.
En 2006 se unió al elenco principal de la película United 93, donde interpretó a la joven Deora Frances Bodley. Ese mismo año apareció como invitada en la séptima temporada de la serie Law & Order: Special Victims Unit, donde interpretó a Gloria Kulhane. En 2009 apareció como invitada en la serie Fringe, donde interpretó a Valerie Boone.
En 2011 interpretó a Lori Lynn Brody en la serie Brothers & Sisters. Ese mismo año apareció en la película The Craigslist Killer, donde interpretó a Trisha Leffler. En 2013 se unió al elenco principal de la serie Banshee, donde interpretó a la sheriff Siobhan Kelly hasta el quinto episodio de la tercera temporada en 2015. En 2014 se unió al elenco recurrente de la serie Believe, donde interpretó a la agente especial del FBI Elizabeth Farrell hasta el final de la serie ese mismo año. El 3 de diciembre de 2015, se anunció que se había unido al elenco recurrente de la serie Blindspot donde dará vida a la oficial Allison Knight. En febrero de 2017, se anunció que se había unido al elenco de la nueva serie Manhunt: Unabomber, donde dará vida a Theresa Oakes.

## Filmografía

### Series de televisión
| Año             | Título                               | Personaje                | Notas                                            |
| --------------- | ------------------------------------ | ------------------------ | ------------------------------------------------ |
| 2017 - presente | Manhunt: Unabomber                   | Theresa Oakes            | -                                                |
| 2015 - 2020     | Blindspot                            | Oficial Allison Knight   | 12 episodios                                     |
| 2016            | Bull                                 | Cpt. Taylor Mathison     | episodio "The Woman in 8D"                       |
| 2016            | Royal Pains                          | Rachel                   | episodio "Palpating the Orbital Rim"             |
| 2015            | The Good Wife                        | Amanda Marcassin         | episodio "Innocents"                             |
| 2013 - 2015     | Banshee                              | Ayudante Siobhan Kelly   | 30 episodios                                     |
| 2014            | Believe                              | Agente Elizabeth Farrell | 5 episodios                                      |
| 2013            | Banshee Origins: The Women           | Siobhan Kelly            | miniserie                                        |
| 2013            | Banshee Origins: Siobhan Interrupted | Siobhan Kelly            | miniserie                                        |
| 2013            | Golden Boy                           | Margot Dixon             | 6 episodios                                      |
| 2012            | Futurestates                         | Ester                    | episodio "Laura Keller: NB"                      |
| 2011            | Million Dollar Mind Game             | Joven                    | episodio # 1.6                                   |
| 2011            | Brothers & Sisters                   | Lori Lynn                | episodio "Walker Down the Aisle"                 |
| 2009            | Bored to Death                       | Sophia                   | episodio "The Case of the Beautiful Blackmailer" |
| 2009            | Fringe                               | Valerie Boone            | episodio "Midnight"                              |
| 2009            | Cupid                                | Sonja                    | episodio "The Tommy Brown Affair"                |
| 2008            | Canterbury's Law                     | Molly McConnell          | 6 episodios                                      |
| 2006            | Law & Order: Special Victims Unit    | Gloria Kulhane           | episodio "Class"                                 |

### Películas
| Año  | Título                  | Personaje            | Notas |
| ---- | ----------------------- | -------------------- | --- |
| 2024 | Lousy Carter            | Hermana              | |
| 2019 | Girl on the Third Floor | Liz Koch             | junto a CM Punk, Sarah Brooks, Elissa Dowling, Karen Woditsch, Travis Delgado, Marshall Bean, Anish Jethmalani, Bishop Stevens y Tonya Kay |
| 2014 | And, We're Out of Time  | Natalie              | junto a Steven Pasquale, Maddie Corman, Christopher Fitzgerald, Nahuel Gorosito y Zimone Mincey                                            |
| 2014 | Loves Her Gun           | Allie                | junto a Francisco Barreiro, Melissa Bisagni, Josephine Decker y Chris Doubek                                                               |
| 2013 | Plato's Reality Machine | Zoe                  | junto a Carolina Bartczak, Tyrone Dancy Jr., Mackenzie Davis, Nathan Spiteri y Michael Robert Eck                                          |
| 2011 | The Craigslist Killer   | Trisha Leffler       | junto a Jake McDorman, Agnes Bruckner, Joshua Close, Julia Campbell y Kevin Kilner                                                         |
| 2010 | A Night Out             | -                    | junto a William Connell, Nicole Hodges, Emma Lovewell y Jesse Patch                                                                        |
| 2010 | Vacation!               | Donna                | junto a Lydia Hyslop, Maggie Ross, Melodie Sisk y Michael Abbott Jr.                                                                       |
| 2010 | The New Year            | Sunny                | junto a Victor Aminger, Lance Brannon, Ryan Hunter y Linda Lee McBride                                                                     |
| 2010 | Cold Weather            | Gail                 | junto a Cris Lankenau, Raúl Castillo, Robyn Rikoon y Brendan McFadden                                                                      |
| 2008 | The Tower               | Hollis Bourget       | junto a David Frisch, Cole Hauser y Rosamund Pike                                                                                          |
| 2008 | Period Portrait         | Vera                 | corto - junto a Jerry Goralnick, Brittany Guben y Nadja Hoyer-Booth                                                                        |
| 2006 | What's Not to Love?     | Rachel schwartz      | junto a Jonathan Ames, Jon Glaser, Margarita Levieva y Michael Laurence                                                                    |
| 2006 | United 93               | Deora Frances Bodley | junto a Olivia Thirlby, Khalid Abdalla, J. J. Johnson, Richard Bekins, David Alan Basche y Opal Alladin                                    |
| 2005 | Building Girl           | Liz                  | junto a John Boyd, Gillian Jacobs, Michael Mosley, Austin Basis y Jeff Branson                                                             |
| 2005 | Little Chicago          | Kammy                | junto a Scott Miles, Earl Poitier, Adrian Paul y Josh Smith                                                                                |
| 2004 | Mysterious Skin         | Joven de la Cita     | junto a Chris Mulkey, Elisabeth Shue, Joseph Gordon-Levitt, Richard Riehle, Michelle Trachtenberg y Brady Corbet                           |
| 2004 | The Tragedy of Glady    | Glady                | corto - junto a Kate Cullen Roberts y Steven Gonzales                                                                                      |
| 2003 | Champagne Society       | Michelle Bonaparte   | corto - junto a Kevin Wheatley, Dana Acheson, Paul Whitty y JianMing Zhu                                                                   |
| 2003 | Mortuary Blues          | Cuerpo               | corto - junto a Richard Alwyn, Jeri Lynn Schulke y Sarah Roberts                                                                           |
| 2003 | Birth of a Rebellion    | -                    | corto - junto a Evan Johnson |
| 1995 | Marriage                | Miho                 | junto a Aya Hisakawa, Hinako Kanamaru, Hiromi Tsuru, Shane Callahan y William Flaman                                                       |